# Années 600
Les années 600 couvrent la période de 600 à 609.

## Événements
- Vers 600 : défaite des Bretons de Mynyddog Mwynfawr, roi des Gododdin, à la bataille de Catraeth, selon le barde Aneurin[1]. Les Anglo-Saxons sont dominants en Grande-Bretagne. Des poches de romanisation subsistent dans l'Ouest.
- 602-610 : règne de Phocas, empereur byzantin[2].
- 602-603 : Æthelbert, roi du Kent, fait rédiger le premier code anglo-saxon (602-603)[3].
- 602 : création du duché de Vasconie[4].
- Après 602 : les Slaves passent en masse au sud du Danube, déserté par les armées byzantines et avares[5]. Ils occupent la Macédoine. Les Slovènes, un peuple slave de Pannonie, quittent la plaine hongroise pour s’établir sur les côtes de l’Adriatique et se livrent à des incursions en Istrie et en Vénétie (592, 600, 602)[6], tandis qu’au nord ils pénètrent dans les vallées des Alpes jusqu’aux environs de Salzbourg.
- 603 : trêve entre les Lombards et Byzance[7].

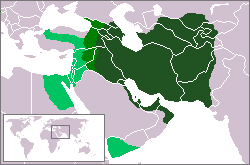
Expansion de l'Empire sassanide de 602 à 629.

- 603-628 : reprise de la guerre entre la Perse et Byzance[8].  Après la chute de Maurice au profit de Phocas, Khosrô II envahit la Syrie et l’Anatolie. Succès perses contre Byzance, d’Édesse à Chalcédoine, face à Constantinople (609-610). Allié aux Avars, Khosrô envahit à plusieurs reprises l’Asie Mineure et paraît devant Constantinople en 615.
- 604-618 : règne de Yang-ti, empereur chinois de la dynastie Sui[9].
- 604-610 : en Chine, construction de canaux reliant le fleuve Jaune à Chang'an et Luoyang et permettant le transport des grains jusqu’à ces capitales[10].
- 606-647 : règne de Harsha, roi Pushyabhuti (en) de Thâneshvar ; il unifie l'Inde du Nord[11].

## Personnages significatifs
- Augustin de Cantorbéry
- Boniface III
- Boniface IV
- Brunehilde (reine)
- Isidore de Séville
- Phocas
- Récarède Ier
- Sabinien
- Sui Yangdi
- Thibert II
- Witteric